# Music for Films
Music for Films är ett musikalbum av Brian Eno som lanserades 1978 på skivbolaget Polydor, senare utgåvor på EG Records. Basen till albumet kom till då Eno 1976 sände ut 500 exemplar av en tidig version av albumet till branschfolk inom filmindustrin, för att göra musiken tillgänglig att användas i filmer. Han spelade in mer material inför den breda lanseringen 1978, och musiken på skivan är således inspelad mellan 1975 och 1978. Eno kom att följa upp albumet med More Music for Films (1983), och Music for Films III (2005). 

## Låtlista, 1978 års version
1. "M386"
2. "Aragon"
3. "From the Same Hill"
4. "Inland Sea"
5. "Two Rapid Formations"
6. "Slow Water"
7. "Sparrowfall (1)"
8. "Sparrowfall (2)"
9. "Sparrowfall (3)"
10. "Quartz"
11. "Events in Dense Fog"
12. "There Is Nobody"
13. "A Measured Room"
14. "Patrolling Wire Borders"
15. "Task Force"
16. "Alternative 3"
17. "Strange Light"
18. "Final Sunset"

## Listplaceringar
- UK Albums Chart, Storbritannien: #55[2]